# 서울En
서울En(en.seoul.co.kr)은 연예 뉴스 전문 매체이다. 방송, 뮤직, 영화, 스타요즘, 해외연예 등 연예 전반의 소식을 다루는 사이트다. 포토이슈를 통해 연예인의 일상 모습을 보여주는 코너도 있다.
매일 실시간 연예소식을 다루며, 주간 베스트(Weekly Best) 코너를 통해 독자들이 가장 많은 관심을 가진 연예 소식 순위도 보여준다. 전현무, 박나래, 조세호, 유재석 등 스타 예능인부터 해외 스타까지 폭넓은 정보를 제공한다.

## 관련 매체
- 서울신문
- 트윅24
- 나우뉴스